# San Giovanni Valdarno
San Giovanni Valdarno est une commune de la province d'Arezzo en Toscane (Italie).

## Histoire
San Giovanni Valdarno est fondée en 1296 par les Florentins dans un but militaire, notamment contre Arezzo - qui se soumettra au XIVe siècle. Les travaux de fortification sont achevés en 1356 avec la construction de vingt-quatre tours d'enceinte.
En 1478, la ville est prise par les troupes du pape Sixte IV puis est ravagée par la peste (1479) qui décime les deux-tiers de la population. Au XVIe siècle, la ville perd son rôle militaire au profit d’une fonction commerciale. Au XVIIe siècle, les villes de Toscane prennent davantage d’autonomie et les surfaces agricoles sont en augmentation.
Au XIXe siècle, la commune est rattachée contre son gré à la province d’Arezzo. Au XXe siècle, la ville est en grande partie détruite lors de la Seconde Guerre mondiale. Grâce à la croissance économique des années 1950 à 1970, le centre historique peut être restauré dans les années 1970, et sert même de ville pilote dans la politique de restauration menée par la région de Toscane.

## Culture
Dans le Museo della Basilica di Santa Maria delle Grazie, est exposé le tableau de Fra Angelico (1400-1455),  L'Annonciation de San Giovanni Valdarno.

## Administration
| Période                                  | Période  | Identité     | Étiquette               | Qualité |
| ---------------------------------------- | -------- | ------------ | ----------------------- | ------- |
| 15 juin 2004                             | En cours | Mauro Tarchi | Democratici di Sinistra |         |
| Les données manquantes sont à compléter. |          |              |                         |         |

### Hameaux
Badiola-Renacci, Borro al Quercio, Gruccia, Montecarlo, Ponte alle Forche, Porcellino, Pruneto, Vacchereccia

### Communes limitrophes
Castelfranco di Sopra, Cavriglia, Figline Valdarno, Montevarchi, Terranuova Bracciolini

### Jumelages
- Mahbes (Sahara occidental)
- Corning (États-Unis)

## Évolution démographique
Habitants recensés

## Personnalités liées à la ville
- Masaccio (1401-1428), peintre ;
- Lo Scheggia (1406-1486), peintre ;
- Giovanni da San Giovanni (1592-1636), peintre.